# Murray W. Nabors
Murray Wayne Nabors (* 4. Oktober 1943 in Carlisle, Pennsylvania) ist ein Botaniker, Hochschullehrer und Autor aus den USA.

## Werdegang
Nabors verbrachte seine Kindheit und Jugend in Oklahoma. Er graduierte an der Yale University und Michigan State University. Seine wissenschaftliche Laufbahn begann Nabors als Dozent an der University of Oregon. Von dort ging er an die University of Santa Clara. Im Jahr 1972 wechselte er für 27 Jahre an die Colorado State University. Zusätzlich zu seiner Lehrtätigkeit leitete er dort das Graduiertenprogramm. Danach verbrachte Nabors vier Jahre als Leiter des Department für Biologie an der James Madison University. Er folgte daraufhin einem Ruf an die University of Mississippi in Oxford als Professor und übernahm die Leitung des Department für Biologie. Aktuell wirkt er als Professor und Dekan für Liberal Arts and Sciences an der Missouri Western State University.

## Forschungsschwerpunkte
Nabors Interesse liegt insbesondere in dem Bereich der Biotechnologie. Er beschäftigt sich vor allem damit, wie mit Hilfe biotechnologischer Verfahren die Toleranz von Nutzpflanzen, beispielsweise bezüglich Salzerträgnis verbessert werden kann. Hierzu begründete er ein Labor, wo schwerpunktmäßig aus Gewebekulturen Pflanzen mit gesteigerter Salztoleranz gezogen werden. Aktuell forscht er daran, Gene zu isolieren, die dazu beitragen, dass Zellkulturen verstärkt in der Lage sind, sich zu vollständigen Pflanzen entwickeln.

## Wirken
Nabors ist seit mehr als 30 Jahren in der Lehre zur Botanik tätig. Er hat etwa 50 begutachtete Artikel und etliche Lehrbücher publiziert. Unabhängig von seinem Fachgebiet gab er einige Kurzgeschichten und ein Buch mit Weihnachtsgeschichten heraus.
Nabors lebt mit seiner Familie auf einer kleinen Farm in der Nähe von Saint Joseph, wo er mehrere Tiere wie Milchziegen, Pferde oder Katzen hält.

## Belege
1. 1 2 3  Murray W. Nabors: Botanik. Pearson Studium 2007, ISBN 978-3-8273-7231-4, S. XVI
2. ↑  Website von Nabors